# Regno del Brasile
Il Regno del Brasile è stato un regno dell'America meridionale esistito tra il 1815 e il 1822. Fu una nazione costitutiva del Regno Unito di Portogallo, Brasile e Algarves.

## Storia
Nel Congresso di Vienna il Brasile, che per 13 anni aveva ospitato la corte portoghese in fuga dalle truppe napoleoniche, fu elevato a condizione di regno. il 16 dicembre del 1815 il principe reggente Giovanni di Braganza unì formalmente le tre corone che costituivano lo Stato portoghese, che assunse la denominazione ufficiale di Regno Unito di Portogallo, Brasile e Algarves. La madre di Giovanni, la regina Maria I, divenne così la prima sovrana del Regno Unito. Rio de Janeiro, conseguentemente, assumeva lo status di Corte e Capitale, le antiche capitanerie divennero province. Pochi mesi dopo la regina Maria morì e Giovanni fu incoronato re con il nome di Giovanni VI. Diede al Brasile come blasone la sfera manuelina con le Quinas (i cinque scudi d'armi del Portogallo), che si trovava già nel secolo precedente (1770) nelle monete dell'Africa portoghese. Nel 1817 il regno occupò la Provincia Orientale del Río de la Plata, che entrò a far parte del regno come Provincia Cisplatina. Il nuovo regno ebbe però vita breve a causa dei contrasti tra Portogallo e Brasile, con quest'ultimo che proclamò l'indipendenza dalla madrepatria nel 1822. Nacque così l'Impero del Brasile.